# Hyparrhenia figariana
Hyparrhenia figariana är en gräsart som först beskrevs av Emilio Chiovenda, och fick sitt nu gällande namn av Clayton. Hyparrhenia figariana ingår i släktet Hyparrhenia och familjen gräs. Inga underarter finns listade i Catalogue of Life.